# Legge 13 aprile 1988, n. 117
La legge 13 aprile 1988, n. 117 (detta anche legge Vassalli dall'ispiratore Giuliano Vassalli) è una legge della Repubblica Italiana, che sanziona la responsabilità giuridica dei magistrati italiani per i danni cagionati nell’esercizio delle funzioni giudiziarie.
La norma di fatto interpretò l'art. 28 della Costituzione della Repubblica Italiana nel senso di una responsabilità indiretta, altra corrente giurisprudenziale ipotizza una responsabilità concorrente Stato-magistrato nel senso che questa per entrambi possa essere accertata nell'ambito di un unico e comune procedimento.

## Storia
La responsabilità civile dei magistrati era stata introdotta per effetto del referendum abrogativo del 1987, sull'onda del clamore suscitato dall'arresto di Enzo Tortora; il legislatore, recependo l'esito referendario, dettò una specifica disciplina nel 1988.

## Contenuto
La norma si applica agli appartenenti alla magistratura ordinaria, amministrativa, contabile, militare e speciale, che esercitano l'attività giudiziaria, indipendentemente dalla natura delle funzioni, nonché agli estranei che partecipano all'esercizio della funzione giudiziaria.
L'art. 2 della norma dispone testualmente che: 
Essi quindi rispondono civilmente in caso di dolo, colpa grave o diniego di giustizia; in tali casi il cittadino potrà esperire l'azione legale di risarcimento per il danno subito contro lo Stato, il quale a sua volta eserciterà una rivalsa nei confronti del magistrato (responsabilità indiretta del magistrato). 

L'azione di rivalsa è normata dall'art. 7, il quale dispone che: 
 Quest'azione, salvo che nei casi di dolo, non potrà mai superare 1/3 dello stipendio annuale del magistrato al momento della richiesta del risarcimento. Essi infine rispondono anche disciplinarmente dei danni cagionati ai cittadini nell'esercizio delle loro funzioni: l'art. 9 della legge Vassalli dispone infatti che: 
Chi abbia subito il danno per il fatto costituente reato commesso dal magistrato nell'esercizio delle sue funzioni ha diritto a un risarcimento, sia nei suoi confronti che nei confronti dello Stato, il quale eserciterà poi eventualmente un regresso nei confronti del primo.